# Let Me Ride
«Let Me Ride» — третий сингл, выпущенный американским рэпером Dr. Dre для его дебютного альбома The Chronic. Песня заняла высокие позиции в чартах и принесла Dr.Dre «Грэмми» в номинации «Лучшее сольное рэп-исполнение» на 36-й церемонии вручения «Грэмми». Сингл был распродан в количестве 3 миллионов копий по всему миру.
В песне присутствуют семплы из песен Джеймса Брауна «Funky Drummer» и Билла Уизерса «Kissing My Love».

## Музыкальный клип
Клип на песню был снят в Лос-Анджелесе. Режиссёром был сам Dr.Dre. Клип начинается с того, как Dr.Dre смотрит телевизор. Потом он говорит по телефону и его приглашают на концерт. Он садится в свой лоурайдер и песня начинается. Позже в видео можно наблюдать, как Dr.Dre разъезжает на лоурайдере, болтает с девочками и отрывается на уличной вечеринке. Можно заметить Ice Cube’а, который выходя из ванной говорит «Damn right, it was a good day» (рус. «чёрт, это был хороший день»), ссылаясь на свой сингл «Today Was a Good Day», который прекратил вражду между Ice Cube и Dr.Dre. В клипе иногда появляются Snoop Dogg, The D.O.C., The Lady of Rage, и Bonita «Bo» Money.